# Glenn Clarence Cunningham

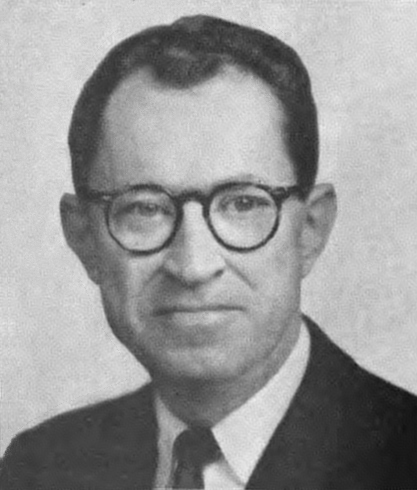
Glenn Cunningham (1969)

Glenn Clarence Cunningham (* 10. September 1912 in Omaha, Nebraska; † 18. Dezember 2003 ebenda) war ein US-amerikanischer Politiker. Zwischen 1957 und 1971 vertrat er den zweiten Wahlbezirk des Bundesstaates Nebraska im US-Repräsentantenhaus.

## Leben
Glenn Cunningham besuchte bis 1935 die University of Nebraska in Omaha. Danach arbeitete er als Versicherungsvertreter. Politisch wurde er Mitglied der Republikanischen Partei. Von 1946 bis 1948 gehörte er dem Schulausschuss der Stadt Omaha an und von 1947 bis 1948 war er dort auch Stadtrat. Danach war er zwischen 1949 und 1954 Bürgermeister von Omaha.
In den Jahren 1948 und 1952 war Cunningham Delegierter zu den jeweiligen Republican National Conventions, bei denen Thomas E. Dewey und Dwight D. Eisenhower als Präsidentschaftskandidaten der Partei nominiert wurden. Bei den Kongresswahlen des Jahres 1956 wurde Cunningham in das US-Repräsentantenhaus gewählt, wo er am 3. Januar 1957 die Nachfolge von Jackson B. Chase antrat. Nach einigen Wiederwahlen konnte er bis zum 3. Januar 1971 insgesamt sieben Legislaturperioden im Kongress absolvieren.
1970 wurde Glenn Cunningham von seiner Partei nicht mehr für eine weitere Amtszeit nominiert. Er zog sich daraufhin aus der Politik zurück. Cunningham starb im Dezember 2003 im Alter von 91 Jahren in seinem Geburtsort Omaha. Nach ihm wurde der Glenn Cunningham Lake benannt.